# Пачука (футбольный клуб)
«Пачу́ка» (исп. Pachuca Club de Fútbol) — мексиканский футбольный клуб высшего дивизиона из города Пачука-де-Сото, штата Идальго. Старейший клуб Мексики.

## История
Клуб «Пачука» был основан 28 ноября 1901 года под названием Pachuca Athletic Club рабочими горной компании Compañía Real del Monte y Pachuca. В 1905 году выиграла свой первый чемпионат, в котором принимали участие только клубы Мехико и близлежащих городов.
Мексиканская революция привела к тому, что в 1910—1912 годах «Пачука» оказалась среди лишь трёх функционирующих профессиональных клубов страны.
В 1918 году был выигран ещё один чемпионат Мехико, а в 1920 году — Мексиканская Лига. Однако в те времена ещё не было массовой профессионализации футбола, поэтому три чемпионства «Пачуки» начала века не учитываются в общем списке чемпионств в Мексике, поскольку здесь отсчёт принято начинать с сезона 1943/44.
В ходе сезона 1920/21 большинство игроков команды переехало в Мехико и команда прекратила существование на несколько десятилетий, до тех пор, пока в 1950 году не был образован Второй дивизион Мексики (ныне находится на 3-й ступени в системе лиг страны после Примеры и Ассенсо, в то время — второй по значимости дивизион). В 1967 году «Пачука» выиграла Второй Дивизион и добилась возвращения (в профессиональное время — дебюта) в элиту футбола страны.
«Суслики» вылетели из элитного дивизиона в начале 1970-х годов и в течение 19 лет пребывали во Втором дивизионе. Возвращение произошло в сезоне 1992/93, однако сразу последовал вылет, как и скорое возвращение благодаря чемпионству в Примере A сезона 1995/96. В последующих двух сезонах сценарий повторился, но, наконец, с 1998 года «Пачука» закрепилась в Примере. И не просто закрепилась, а стала одним из самых успешных мексиканских клубов начала XXI века. За эта время она выиграла 5 чемпионских титулов на внутренней арене.
«Пачука» стала первой мексиканской командой, которой удалось выиграть престижный южноамериканский международный турнир — в 2006 году был завоёван Южноамериканский кубок, второй по значимости турнир КОНМЕБОЛ.
В матчах за Рекопу в 2007 году «Пачука» уступила победителю Кубка Либертадорес 2006 бразильскому «Интернасьоналу». В том же году клуб выиграл первый розыгрыш Североамериканской суперлиги, в которой принимали участие по четыре лучших клуба Мексики и MLS.
Четырежды «Пачука» становилась победителем Лиги чемпионов КОНКАКАФ.

### Прозвище
Сусликами (исп. Tuzos) исторически называют жителей Пачуки, в связи с большим количеством рудников и шахт в прилегающих окрестностях.

## Достижения
- Чемпион Мексики (7): Зима 1999, Зим. 2001, Апертура 2003, Клаусура 2006, Клаусура 2007, Клаусура 2016, Апертура 2022
- Чемпион Мексики (допрофессиональный период) (3): 1904/05, 1917/18, 1919/20
- Обладатель Кубка Мексики (2): 1907/08, 1911/12
- Вице-чемпион Мексики (4): Лето 2001, Кл. 2009, Кл. 2014, Кл. 2022
- Финалист Кубка Мексики (1): Ап. 2017
- Победитель второго дивизиона (Ассенсо) (2): 1995/96, Зима 1997
- Победитель второго дивизиона (второй по уровню дивизион) (2): 1966/67, 1991/92
- Победитель Североамериканской суперлиги (1): 2007
- Победитель Лиги чемпионов КОНКАКАФ (5): 2002, 2007, 2008, 2009/2010, 2016/2017
- Победитель Кубка чемпионов КОНКАКАФ (1): 2024
- Победитель Южноамериканского кубка (1): 2006
- Финалист Межконтинентального кубка (1): 2024

## Текущий состав
Закреплённые номера
- Номер 1 посмертно закреплён за Мигелем Калеро[1]
- Номер 17 закреплён за Эрнаном Медфордом
- Номер 110 закреплён за Андресом Читива